# Bordes, Pyrénées-Atlantiques
Bordes là một xã thuộc tỉnh Pyrénées-Atlantiques trong vùng Aquitaine ở tây nam nước Pháp. Xã này nằm ở khu vực có độ cao trung bình 229 mét trên mực nước biển.